# 플루오린-19
플루오린-19(19F)는 플루오린 동위 원소의 일종으로, 플루오린의 유일한 안정 동위 원소이다. 원자핵은 양성자 9개와 중성자 10개로 구성되어 있으며, 자연에서 발견되는 모든 플루오린은 플루오린-19이다. 이외의 플루오린 동위 원소가 자연에서 차지하는 비율은 무시할만큼 작다. 산소-19나 네온-19의 방사성 붕괴를 통해 생성될 수 있다.

## 이용
플루오린-19의 원자핵은 1/2의 스핀을 가지고 있어 핵자기 공명에 반응을 나타내며, 자연에 존재하는 플루오린의 100%가 플루오린-19이므로 플루오린-19 NMR 분광법(Fluorine-19 NMR)에 사용된다. 이렇게 플루오린-19와 같이 자연존재비가 100% 또는 그와 가까운 핵종은 1H와 31P 뿐이다. 플루오린-19 NMR은 주로 유기 플루오린 화합물을 분석하는데 사용되며, 플루오린화 염을 분석할 때도 사용된다.

## 같이 보기
- 플루오린 동위 원소
- 핵자기 공명

| 가벼운 핵종 플루오린-18 | 플루오린의 동위 원소 | 무거운 핵종 플루오린-20 |

| 어미핵종: 산소-19 네온-19 | 플루오린-19의 붕괴 사슬 | 없음 |